# Hello, My Name Is Doris
Hello, My Name Is Doris is een Amerikaanse romantische komedie-dramafilm uit 2015, geregisseerd door Michael Showalter.

## Verhaal
Doris Miller is oude vrijster en onopvallende kantoormedewerker van in de zestig. Haar passie is om afgedankte spullen op straat te verzamelen en dit afval mee naar huis te nemen. Doris heeft een nieuwe collega John, een aantrekkelijke man die half zo oud is als zij. Doris wordt onverwachts onbeantwoord verliefd op John en ze wordt bezocht door obsessieve fantasieën over hoe ze tijd samen doorbrengen.
Aangemoedigd door het bijwonen van een zelfhulpseminar besluit Doris zelf de eerste stap te zetten. De kleindochter van haar vriendin Rose Vivienne helpt Johns profiel op sociale media te vinden en Doris leert van wat voor soort muziek hij houdt. Doris leert hem beter kennen en ze gaan zelfs naar een concert. Het blijkt echter dat haar liefdesbelang een vriendin heeft, Brooklyn.
Doris is teleurgesteld en besluit een wanhopige stap te zetten, ze laat een schandalig bericht achter op Johns "muur" in het sociale netwerk dat hij aan het daten is met een andere vrouw. Door de daaropvolgende intrige begrijpt Doris wat er achter Johns interesse in haar zat. Hij wilde het persoonlijke leven van zijn oom regelen, maar het eindigde allemaal in verlegenheid.

## Rolverdeling
| Acteur               | Personage          |
| -------------------- | ------------------ |
| Sally Field          | Doris Miller       |
| Max Greenfield       | John Fremont       |
| Beth Behrs           | Brooklyn Henderson |
| Tyne Daly            | Roz                |
| Stephen Root         | Todd Miller        |
| Wendi McLendon-Covey | Cynthia Miller     |
| Elizabeth Reaser     | Dr. Edwards        |
| Isabella Acres       | Vivian             |
| Peter Gallagher      | Willy Williams     |
| Natasha Lyonne       | Sally              |
| Kumail Nanjiani      | Nasir              |
| Rich Sommer          | Robert             |
| Caroline Aaron       | Val                |
| Rebecca Wisocky      | Anne Patterson     |
| Jack Antonoff        | Baby Goya          |
| Kyle Mooney          | Niles              |
| Nnamdi Asomugha      | Shaka              |
| Roz Ryan             | The Nurse          |
| Anna Akana           | Blog Girl          |
| Amy Okuda            | Des                |
| Don Stark            | Uncle Frank        |

## Release
De film ging in première op 14 maart 2015 op het filmfestival South by Southwest. De film werd op 11 maart 2016 uitgebracht in de Amerikaanse bioscoop door Roadside Attractions.

## Ontvangst
Op Rotten Tomatoes heeft Hello, My Name Is Doris een waarde van 85% en een gemiddelde score van 6,9/10, gebaseerd op 128 recensies. Op Metacritic heeft de film een gemiddelde score van 63/100, gebaseerd op 25 recensies.

## Prijzen en nominaties
De belangrijkste:
| Jaar | Prijs                    | Categorie                    | Genomineerde(n)           | Uitslag     |
| ---- | ------------------------ | ---------------------------- | ------------------------- | ----------- |
| 2016 | Critics' Choice Award    | Beste actrice in een komedie | Sally Field               | Genomineerd |
| 2016 | National Board of Review | Top Ten Independent Films    | Top Ten Independent Films | Gewonnen    |
| 2016 | South by Southwest       | Publieksprijs (Headliners)   | Michael Showalter         | Gewonnen    |